# راشیتیسم
راشیتیسم یا نرمی استخوان یابیماری ریکتز نرم‌استی (انگلیسی: Rickets) یک بیماری مربوط به رشد استخوان‌ها است که در نوزادان و کودکان دیده می‌شود. در این بیماری استخوانهای کودکان به دلایلی نرم باقی می‌مانند.
این بیماری موجب خمیدگی و رشد ناقص استخوان‌ها و افزایش ریسک شکستن آن‌ها می‌شود. علت اصلی بیماری راشیتیسم کمبود ویتامین د است، ولی کمبود کلسیم نیز در آن نقش دارد که موجب ترشح بیشتر هرمون پارا ترمون میگردد.
راشیتیسم بیشتر در کودکان دچار سوءتغذیه شایع است؛ ولی در بزرگسالان نیز دیده می‌شود.

## همه‌گیرشناسی
احتمال ابتلا به راشیتیسم در موارد زیر وجود دارد:
- نوزادان شیرخواری که مادران آن‌ها به اندازهٔ کافی در معرض نور خورشید قرار نمی‌گیرند.
- نوزادان شیرخواری که به اندازهٔ کافی در معرض نور خورشید قرار نمی‌گیرند.
- افرادی که به علت ناتوانی در هضم لاکتوز شیر کامل مصرف نمی‌کنند.
- نوزادانی که مادرشان در زمان بارداری دچار کمبود ویتامین دی بوده‌است.

## علت بیماری
ویتامین دی برای جذب کلسیم در روده ضروری است. در صورت کمبود این ویتامین، کلسیم جذب نمی‌شود و در این صورت استخوان‌ها و دندان‌ها دچار نقص می‌شوند. در صورت وخیم بودن این وضعیت، ماهیچه‌ها نیز دچار ضعف می‌شوند.
غذاهایی که سرشار از ویتامین دی هستند عبارت هستند از کره، تخم مرغ، روغن کبد ماهی، مارگارین، شیر، آب میوه و ماهی‌های چرب چون تون، شاه‌ماهی و ماهی آزاد.
یکی از علل نادر راشیتیسم یک بیماری ارثی است که به الل غالبی که بر روی کروموزوم ایکس قرار دارد مربوط می‌شود و موجب اختلال در بازجذب فسفات و متابولیسم ویتامین دی می‌شود.

## علایم
علایم راشیتیسم عبارت هستند از:
- نرمی یا درد استخوان

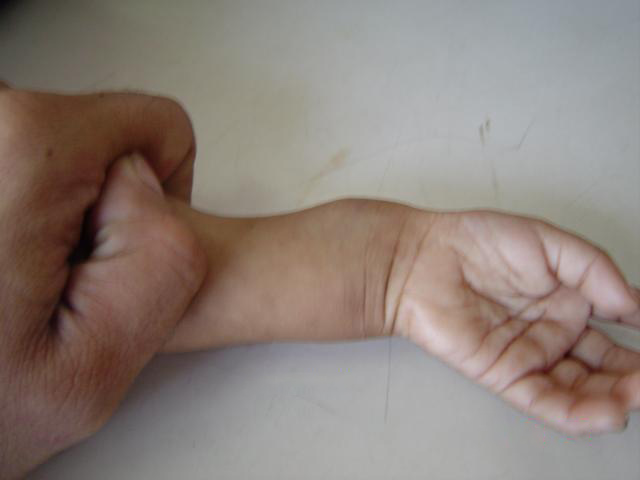
مچ کودکی که به راشیتیسم مبتلا است.

- نقص در رشد دندان‌ها و پوسیدگی زودرس
- ضعف ماهیچه‌ها
- افزایش امکان شکستگی استخوان‌ها
- خمیدگی و نقص در شکل‌گیری استخوان‌ها
- نقص در رشد
- کمبود کلسیم در خون
- تتانی ماهیچه‌ها
- نرمی غیرعادی جمجمه در نوزادان

خمیدگی استخوان‌ها از علایم «کلاسیک» راشیتیسم است که در استخوان پاها و قفسهٔ سینه به وجود می‌آید. این نقص در جمجمه نیز ممکن است به وجود آید؛ در این صورت جمجمه حالت بیضی‌شکل خود را از دست می‌دهد. در صورت وخیم بودن بیماری، خمیدگی در استخوان‌های بلند و ستون مهره‌ها نیز ظاهر می‌شود. این خمیدگی‌ها با درمان در سنین کوکی معالجه می‌شوند.

## تشخیص
تشخیص راشیتیسم از راه‌های زیر ممکن است:
- آزمایش خون
- عکس‌برداری از استخوان‌ها
- گازهای محلول در خون (که می‌توانند کاهش پی‌اچ خون را نشان دهند).
- بافت‌برداری از استخوان‌ها

## جلوگیری و درمان
درمان راشیتیسم عبارت است از استفاده از رژیم غذایی مناسب و سرشار از ویتامین دی و فسفات‌ها. جذب ویتامین دی از طریق خورشید، و مصرف روغن کبد ماهی از راه‌های دیگر درمان و همچنین جلوگیری از ابتلا به راشیتیسم است. استفاده از قرص‌های ویتامین دی۳ نیز برای معالجهٔ راشیتیسم مورد استفاده قرار می‌گیرند.